# Claus Julius
Claus Julius (født 16. maj 1942) er en tidligere dansk atlet medlem af Aarhus Fremad.

## Danske mesterskaber
- Bronze 1973 110 meter hæk 15,5
- Bronze 1967 110 meter hæk 15,2
- Bronze 1966 110 meter hæk 15,4
- Guld 1964 Trespring 14,60
- Bronze 1963 Længdespring 6,95
- Bronze 1961 110 meter hæk 15,4